# Simulium maertensi
Simulium maertensi es una especie de insecto del género Simulium, familia Simuliidae, orden Diptera.
Fue descrita científicamente por Elsen, Fain & de Boeck, 1983.